# Pudding Norton
Pudding Norton est un village et une paroisse civile du Norfolk, en Angleterre.